# Williamsburg (Ohio)
Pour les articles homonymes, voir Williamsburg.
Williamsburg est un village américain situé dans le comté de Clermont, dans l'Ohio. Selon le recensement de 2010, sa population est de 2 490 habitants.